# Embecovirus
Embecovirus là một phân chi của coronavirus trong chi Betacoronavirus. Các virut trong phân chi này, không giống như các coronavirus khác, có gen hemagglutinin esterase (HE). Các virut trong thế hệ con trước đây được gọi là coronavirus nhóm 2a.

## Cấu trúc
Các virut của phân chi này, giống như các coronavirus khác, có lớp màng bọc lipid trong đó các protein cấu trúc màng (M), vỏ (E) và gai (S) được neo lại. Không giống như các coronavirus khác, virus trong thế hệ con này cũng có một protein cấu trúc giống như gai ngắn hơn gọi là hemagglutinin esterase (HE).